# Johann Jakob Dillenius
Johann Jakob Dillenius lub Dillen (ur. 1684 w Darmstadt, zm. 7 kwietnia 1747 w Oksfordzie) – niemiecki botanik i mykolog.

## Życiorys
Używał nazwiska Dillen, następnie Dillenius. Kształcił się na Uniwersytecie w Gießen. W 1721 za namową botanika Williama Sherarda przeniósł się do Anglii. W 1734 został mianowany Sherardiańskim profesorem botaniki w Oksfordzie, gdy po śmierci Sherarda w 1728 uniwersytet otrzymał jego bibliotekę i zielnik oraz 3000 funtów na ufundowanie katedry pod warunkiem, że jej pierwszym profesorem zostanie mianowany Dillenius. W 1736 odwiedził go słynny szwedzki biolog Karol Linneusz.
W Giessen Dillenius opublikował Ephemerides naturae curiosorum. W 1719 wydrukowano zawierający opisy nowych gatunków katalog flory otoczenia uniwersytetu Catalogus plantarum sponte circa Gissam nascentium, zilustrowany własnoręcznie rytowanymi przez niego rysunkami. W 1724 Dillenius opublikował trzecie wydanie Synopsis Johna Raya Methodica Stirpium Britannicarum, w którym opisał gatunki roślin odkryte przez Samuela Brewera i  mchów odkrytych przez Adama Buddle'a. Książka ta była standardowym odniesieniem dla brytyjskich botaników aż do pojawienia się pracy Species plantarum Karola Linneusza.
W 1721 w Oksfordzie powstało zdominowane przez niemieckich badaczy Towarzystwo Botaniczne – Botanical Society. Jego założycielami byli Dillen i jego pomocnik, John Martyn (1699–1768), a trzecim najaktywniejszym członkiem George Charles Deering (zm. 1749), rodem z Saksonii.
W nazwach utworzonych przez niego taksonów dodawany jest skrót jego nazwiska Dill.